# Fernet-Branca

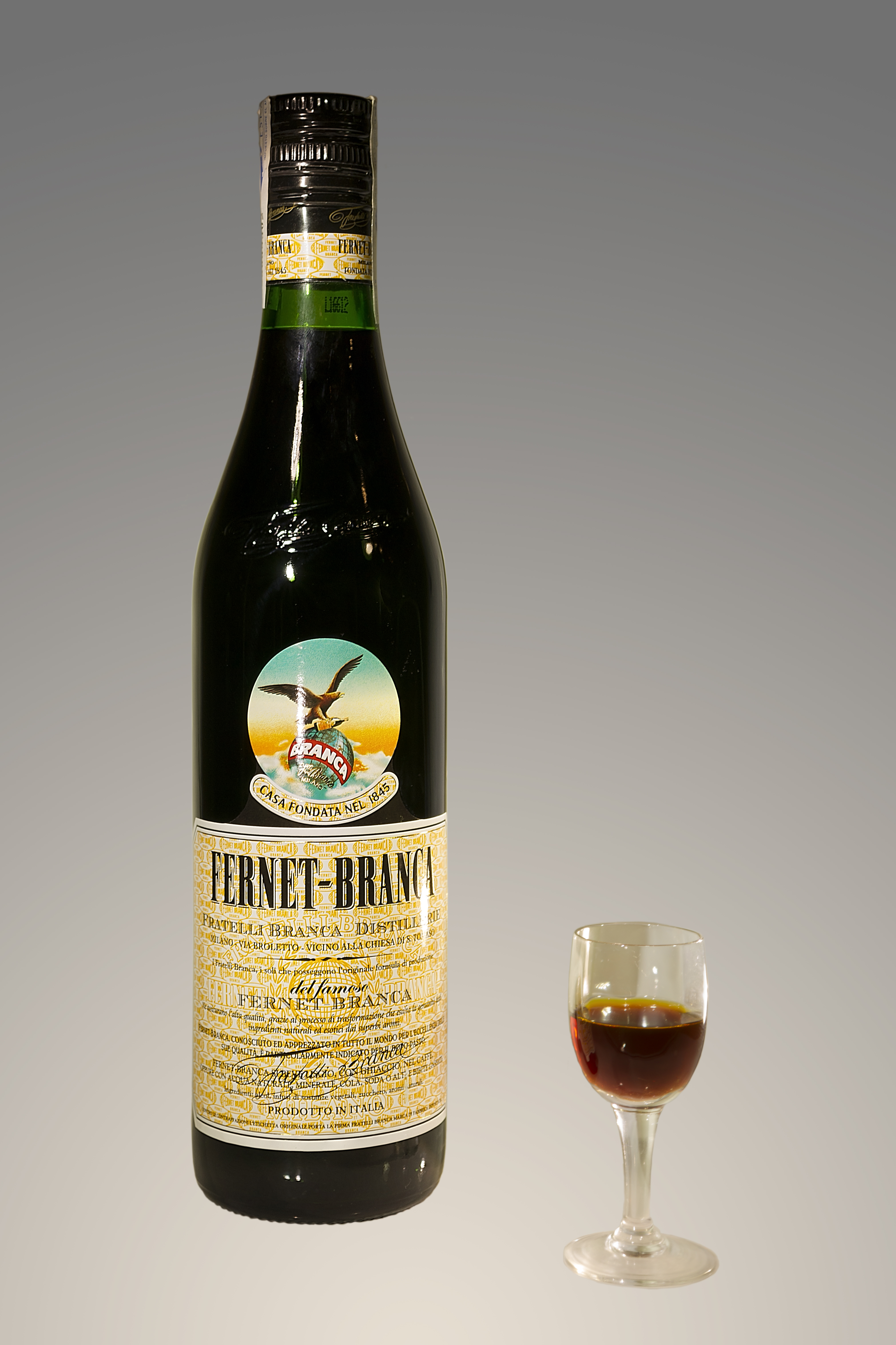
Fernet-Branca

Logo von Fernet-Branca

Fernet-Branca ist ein italienischer Bitter („Amaro“) des Mailänder Unternehmens Fratelli Branca Distillerie.

## Geschichte
Fernet-Branca wurde erstmals 1845 von Bernardino Branca als Magenmedizin in Mailand hergestellt. Die genauen Ursprünge der Bezeichnung Fernet und der Rezeptur sind nicht gesichert. Anekdotisch wird ein Zusammenhang mit dem in Venedig hergestellten Allheilmittel Theriak erwähnt, dessen Rezeptur von den Brüdern Branca gekauft und abgewandelt worden sein soll. Der Hersteller selbst verweist auf einen schwedischen Arzt namens Dr. Fernet oder einen Ursprung im Mailänder Dialekt (fer net „sauberes Eisen“; bezogen auf den bei der Herstellung verwendeten Rührstab).
Die Fratelli Branca Distillerie produziert das Getränk nach einem geheimen Familienrezept mit 27 Kräutern aus fünf Kontinenten. Laut Hersteller enthält Fernet-Branca unter anderem Aloe aus Südafrika, Rhabarber aus China, Enzian aus Frankreich, Galanga aus Indien oder Sri Lanka, Kamille aus Italien und Argentinien, Safran, Myrrhe und Holunderblüten. Er reift mindestens ein Jahr in Eichenfässern. Der Alkoholgehalt beträgt 39 bzw. 40 % vol. Ihm wird wie anderen Bittergetränken eine verdauungsfördernde Wirkung zugeschrieben. Von demselben Hersteller wird auch der süßere, stark pfefferminzhaltige Bitter Branca-Menta mit einem Alkoholgehalt von 28 % vol angeboten. Die Entwicklung von Branca-Menta wird auf die Sängerin Maria Callas zurückgeführt, die vor ihren Auftritten Fernet-Branca mit Minze und viel Eis getrunken haben soll. Andere Produkte, die durch das Unternehmen hergestellt oder vertrieben werden, sind der Kaffeelikör Caffè Borghetti und die Wermuts aus dem Hause Carpano.
In einer stillgelegten, Anfang des 20. Jahrhunderts zur Herstellung von Fernet-Branca erbauten Fabrik in Saint-Louis bei Basel befindet sich seit 2004 der Espace d’Art Contemporain Fernet Branca.
Neben dem Werk in Mailand betreibt die Fratelli Branca Distillerie eine Destillerie bei Buenos Aires.